# Hippodrome d'Aix-les-Bains
L'Hippodrome de Marlioz se situe à Aix-les-Bains, en Savoie. Il est aussi connu sous le nom d'Hippodrome d'Aix-les-Bains. Il est le seul hippodrome des Alpes.

## Histoire
L'hippodrome a été construit en 1883, il avait pour appellation Champ de course de Marlioz. Aix-les-Bains a conservé de la Belle Époque cette infrastructure. L’Aga Khan III fut à l'origine de cette création afin d'assouvir avec bon nombre de ses amis leur passion pour les chevaux.

## Description

### Les aménagements

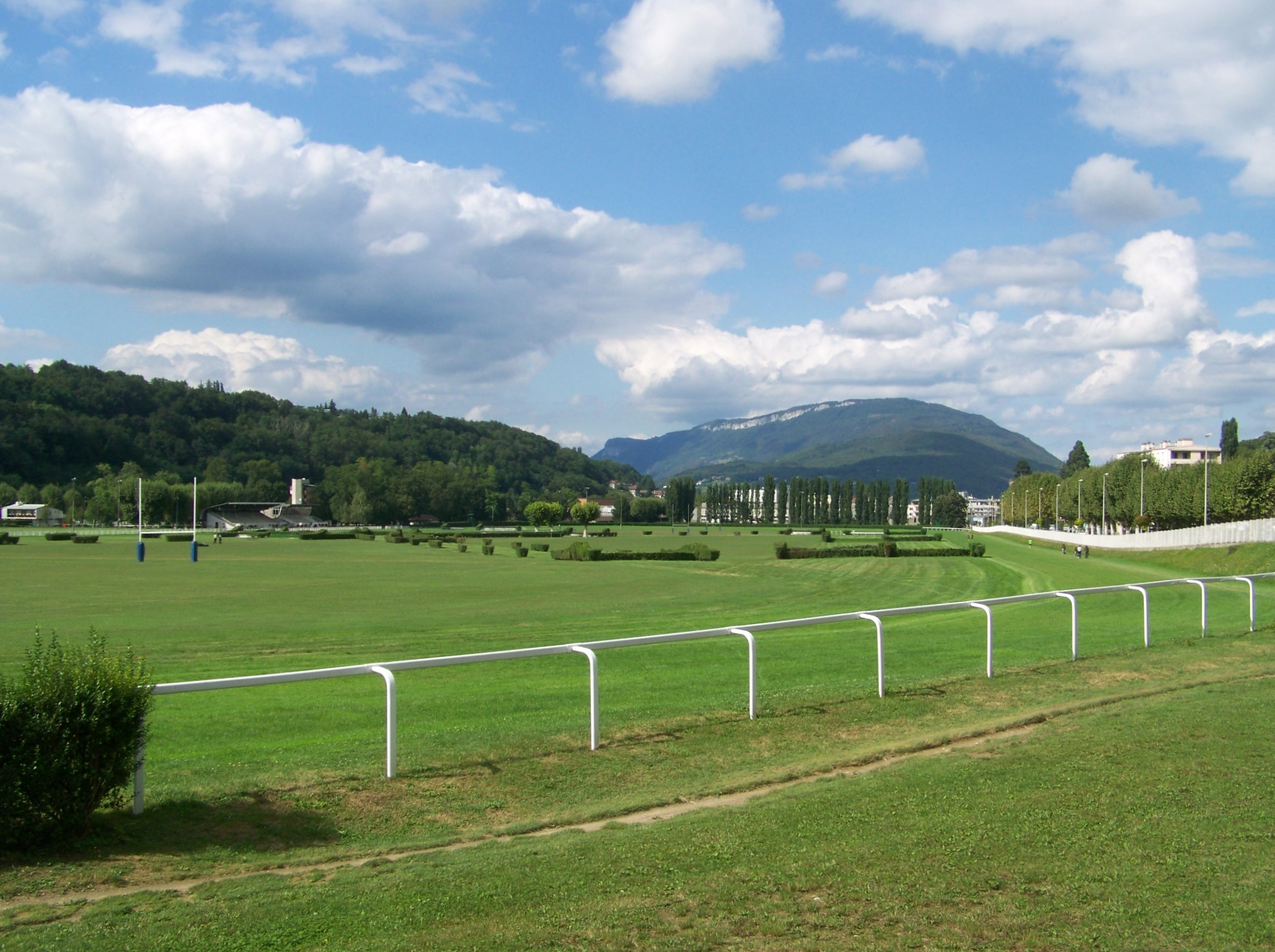
Vue de l’hippodrome au sud d'Aix.

Etablie dans l'actuelle rue Pierre Favre à Aix-les-Bains, il possède de vastes tribunes, un salon-bar panoramique, et un restaurant en plein air. Un centre équestre a été établie au nord de l'hippodrome. Il s'agit du Club hippique d’Aix-les-Bains appelé aussi le Manège d’Aix-Les-Bains.
En 1952, la municipalité d'Aix-les-Bains prit la décision de se doter d'un nouveau stade sous le nom de Parc des sports Aga Khan. Celui-ci fut intégré dans la partie interne de l'hippdrome. Il est composé d'une piste en gazon de 333 m, dénommée Johannès Pallière, d'une piste droite de 130 m, des aires de sauts et de lancers, des gradins et d'une remise pour les agrès mobiles. Cet aménagement regroupe en son sein un stade d´athlétisme et différents terrains de sports collectifs  (football, rugby, basket-ball, volley-ball et handball).

### Les pistes

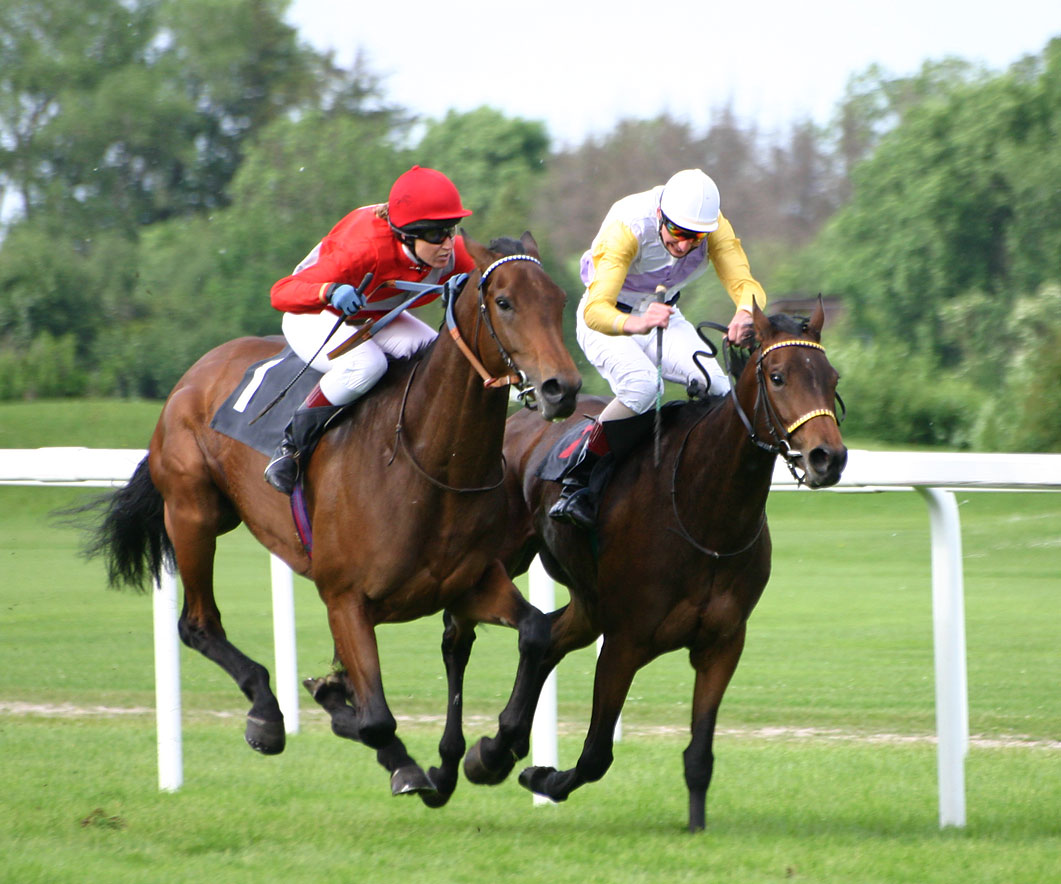
Course hippique

L'ensemble des pistes de l'hippodrome a longueur est de 1 540 mètres. Il possède une ligne droite de 400 mètres, une corde à droite, et a une largeur de 25 mètres.
L'hippodrome possède :
- pour les obstacles, une piste de 1re catégorie.
- pour le plat, une piste de 1re catégorie.
- pour le trot, une piste de 2e catégorie.

## Les courses hippiques
La Société des courses d'Aix-les-Bains est chargée de l'organisation des courses qui ont généralement lieu, en période estivale, de juin à août. Cette Organisation prend également les paris mutuels sur l’Hippodrome. On peut assister à 3 disciplines possibles, à savoir, à des courses d'obstacles, de plat et de trot.

## Manifestations
Chaque année des manifestations y sont organisées parfois même en période de courses équestres.
- Année 2008 : ...
- Année 2007 : 1er juillet Journée Ferrari, 29 juillet Jornée de la venerie
- Année 2006 : 10 septembre Meeting d'aéromodélisme

## Centre équestre
Situé au Nord-Ouest de l'hippodrome, on trouve la présence du Centre équestre d'Aix-les-Bains. Le responsable du centre est monsieur Fabrice Ducruet depuis le 14 novembre 2015. Ce club hippique est un adhérent de la fédération française d'équitation (FFE). 

### Activités
Le centre équestre propose de l'initiation pour les enfants et les adultes. Il offre la possibilité de se perfectionner du niveau galop 1 au niveau Galop 7 en Obstacle, dressage et cross. De la voltige y est mis en démonstration. On peut y pratiquer également des jeux équestres, les promenades, l'attelage… Des concours y sont organisés régulièrement.

### Infrastructures

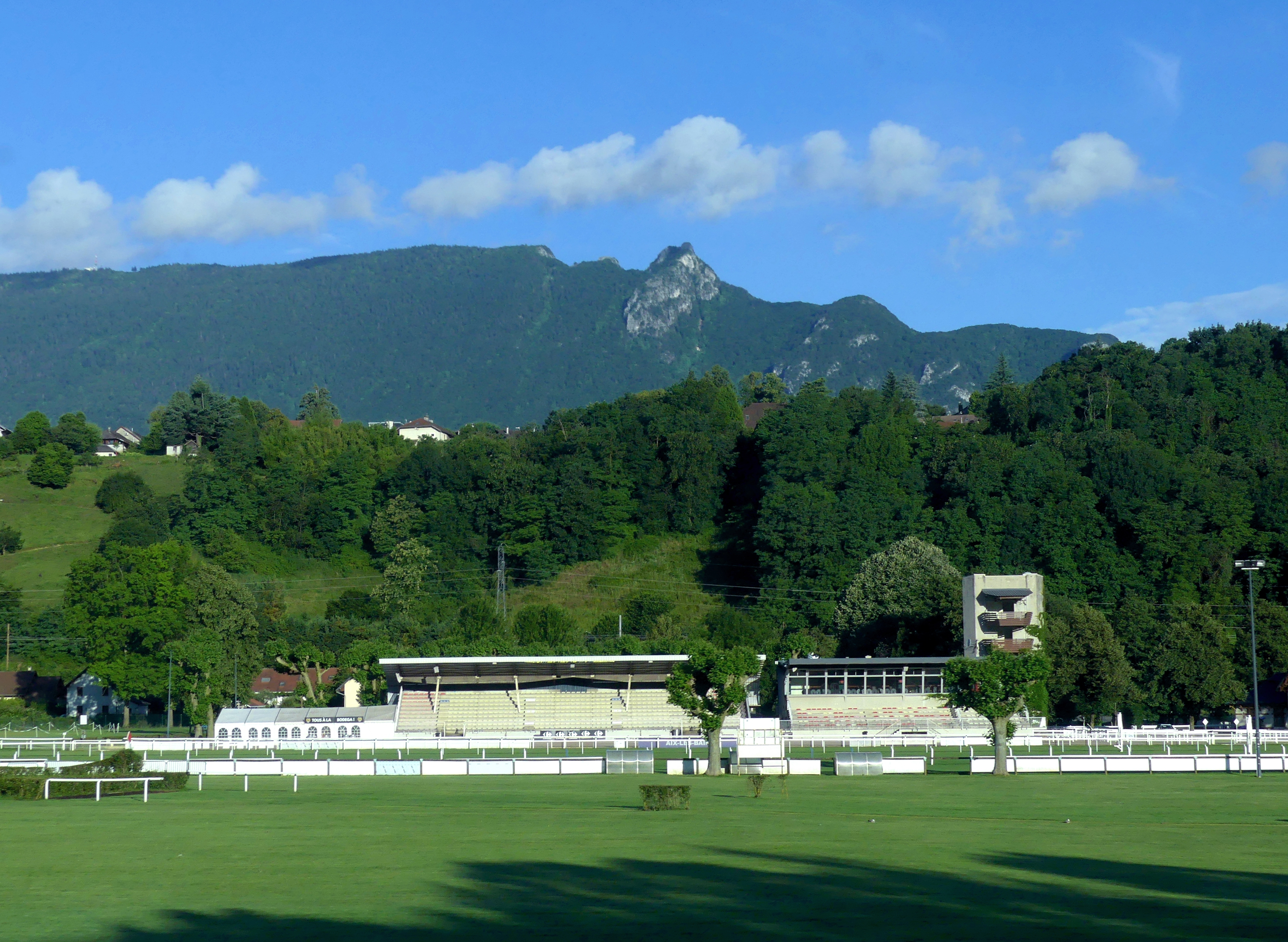
Tribunes de l'hippodrome.

Le centre équestre possède des écuries permettant ainsi l'hébergement privé des chevaux et poneys de propriétaire ainsi que des chevaux et des poneys du club. Pour les entraînements, les cavaliers disposent d'un manège couvert et d'une grande carrière. De nombreux paddocks sont présents permettant de monter à cheval et de sortir les équidés régulièrement. Des annexes sont présents pour permettre la réserve de foin ainsi que du matériel en tout genre. Enfin un club-house fait office de bureau, de réception ainsi que de lieu de vie du club. Les cavaliers peuvent déposer leur équipement. dans des casiers prévus à cet effet.